# Sisymbrium lasiocalyx
Sisymbrium lasiocalyx är en korsblommig växtart som beskrevs av Jaroslav Ivanovic Yaroslav Ivanovich Prokhanov. Sisymbrium lasiocalyx ingår i släktet gatsenaper, och familjen korsblommiga växter. Inga underarter finns listade i Catalogue of Life.